# Байтурсынов, Ахмет
Ахме́т Байтурсы́нов, также Ахмет Байтурсунович Байтурсунов (каз. احمەت بايتۇرسىنۇلى, Ахмет Байтұрсынұлы / Ahmet Baitūrsynūly; 5 сентября 1872, село Акколь, Тургайская область, Российская империя — 8 декабря 1937, Алма-Ата, СССР), — казахский просветитель, педагог, публицист, переводчик, учёный-тюрколог, лингвист и политический деятель. Один из руководителей и активных деятелей движения «Алаш».
Видный общественный деятель и политик, принимавший активное участие в национально-освободительном движении в Казахстане: член Временного народного совета Алаш-Орды (1917—1920), главный редактор общественно-политической газеты «Казах», издаваемая в 1913—1918 годы. Первый народный комиссар просвещения Казахской АССР (1919—1921).
Создатель так называемого «нового правописания» (каз. жаңа емле), также известного как «байтурсыновский» арабский алфавит для казахского языка. В начале XXI века этот алфавит использовался казахами в Китае, Афганистане, Иране, Турции и некоторых других странах.

## Биография
Родился 5 сентября 1872 года. Происходит из рода шакшак племени аргын.
В октябре 1885 года  в аул, где жила семья Ахмета, приехал отряд казаков во главе с уездным начальником Яковлевым. Отец Ахмета — Байтурсын Шошакулы, ударив нагайкой Яковлева, сбил его с лошади, после чего началась перестрелка. За это Байтурсын и его брат Актас были приговорены к 15 лет каторжных работ и высланы в Сибирь.
Ахмет Байтурсынов обучался грамоте у аульных мулл. Родственники отдали его в Тургайское двухклассное русско-казахское училище. Окончив его Ахмет Байтурсынов отправляется в Оренбург для продолжения образования и поступает в четырёхлетнюю учительскую школу, основанную просветителем Ибраем Алтынсариным. В Оренбурге он испытывал большие финансовые трудности, но всё же окончил школу в 1895 году.
В 1895—1909 годах преподавал в аульных волостных училищах Актюбинска, Кустанайского и Каркаралинского уездов.
Во время работы в Кустанайском уезде Ахмет Байтурсынов жил в доме у лесника Ивана Журавлёва, где полюбил его дочь Александру. Они поженились. Брак их был совершён по-мусульмански в Кустанае, и Александра Ивановна Журавлёва изменила своё имя и фамилию, стала именоваться Бадрисафой Мухаметсадыковной Байтурсыновой. Они жили в Кустанае, где он работал в русско-казахской школе учителем. На следующий год переехали в Омск, затем в Каркаралинск, где пробыли до 1909 года. Но детей у них не было.
В 1905 году активно включается в политическую деятельность. Один из авторов «Каркаралинской петиции», в которой декларировались требования прекратить экспроприацию земли у казахов, приостановить поток переселенцев, учредить народные земства. В 1907 году он был впервые заключён в тюрьму за критику царской администрации, а в 1909 году Байтурсынов был вторично заключён на 8 месяцев без суда в семипалатинскую тюрьму. В 1910 году был освобождён из заключения с запретом в течение двух лет проживать в Степном Крае, Семиреченской и Тургайской областях. С этого времени до 1917 года жил в Оренбурге под надзором полиции.
В 1913 году Байтурсынулы вместе с бывшим депутатом Первой Государственной думы Алиханом Букейхановым и поэтом и писателем Миржакипом Дулатовым открывает в Оренбурге газету «Казах». В 1914 году за критику местных властей в одном из номеров был оштрафован на большую сумму, Байтурсынов согласился на трёхмесячный арест как замену штрафа для спасения газеты. После сбора средств среди подписчиков газеты был освобождён.
Отрывок из газеты «Казах»:

«Для того, чтобы сохранить свою самостоятельность, нам необходимо всеми силами и средствами стремиться к просвещению и общей культуре, для этого мы обязаны первым долгом заняться развитием литературы на родном языке.
Никогда не нужно забывать, что на самостоятельную жизнь вправе претендовать только тот народ, который говорит на своем языке и имеет свою литературу…».

Газета просуществовала 5 лет — до осени 1918 года. За это время она стала главным национальным общественно-политическим и научно-литературным изданием.

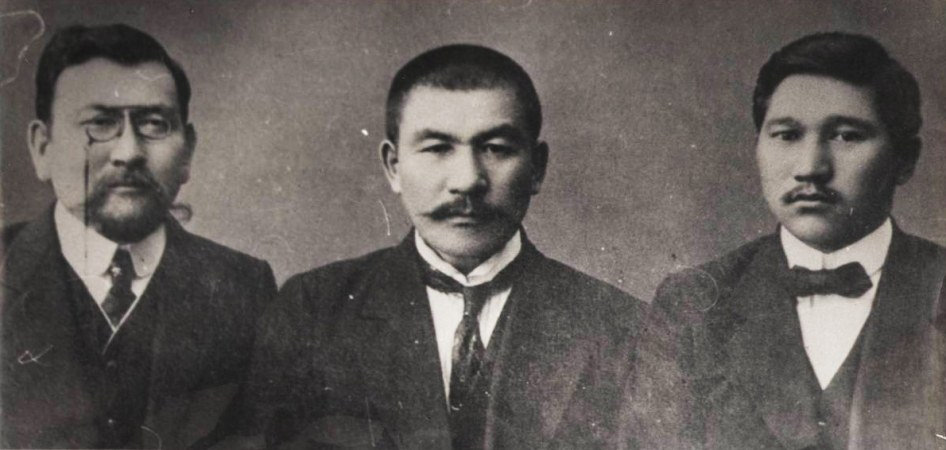
Ахмет Байтурсынов, Алихан Букейханов и Миржакип Дулатов в Оренбурге

В 1917 году на двух Общекиргизских (общеказахских) съездах в Оренбурге участвовал в создании казахской партии «Алаш» и был одним из организаторов и руководителей правительства Алаш-Орда. В конце 1917 был выбран в Учредительное собрание от Тургайского избирательного округа по списку № 1 (Алаш). Согласно постановлению ВЦИК от 4 апреля 1919 года был амнистирован. После этого перешёл на сторону советской власти. Более того, Ахмет Байтурсынов вступил в члены Коммунистической партии большевиков ВКП(б). С 1919 года — член Кирревкома, нарком просвещения, член ВЦИК, КазЦИК.
В числе делегации от Казахстана (3 чел.) А.Б. Байтурсынов принял участие во Всесоюзном тюркологическом съезде, который проходил с 26 февраля по 5 марта 1926 года в городе Баку, был введен в состав президиума съезда, на котором выступил с докладами "Об орфографии" и "О принципах казахской терминологии" (Первый Всесоюзный тюркологический съезд).

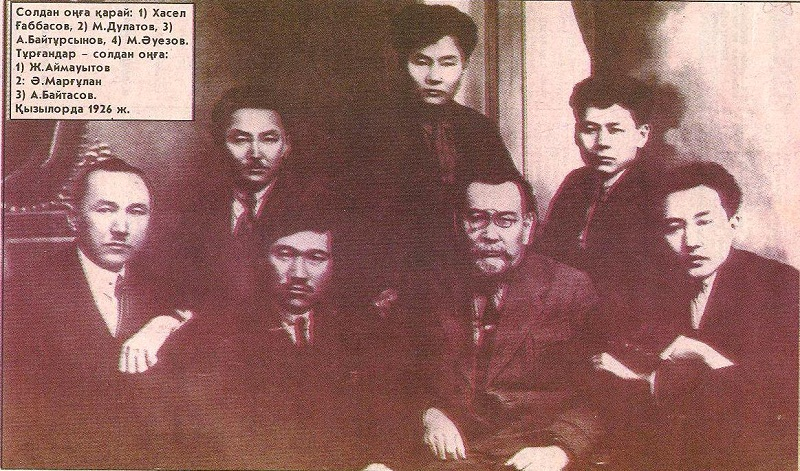
Деятели "Алашорды":Халел Габбасулы,Жусупбек Аймауытулы,Алкей Маргулан,Абдолла Байтасулы,Миржакып Дулатулы и Ахмет Байтурсынов,Мухтар Ауэз.Кызылорда(в то время была столицей КазАССР),1926 год.

Бюст Ахмета Байтурсынова в Алма-Ате у его дома-музея на одноимённой улице

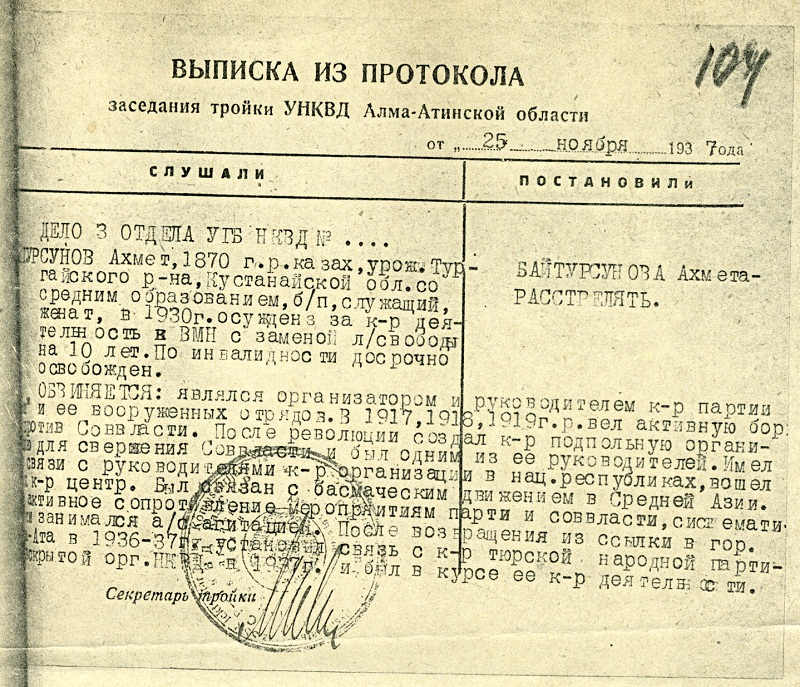
Выписка из протокола 1937 года о расстреле Ахмета Байтурсынова

Тюремное фото Ахмета Байтурсынова (одна из последних фотографий)

В июне 1929 года ему припомнили политическую деятельность, он был арестован органами НКВД, сидел в тюрьме в Кызыл-Орде, как и в царское время опять с Миржакипом Дулатовым, и был выслан в Архангельскую область, а жена Бадрисафа Мухамедсадыковна (до принятия мусульманства — Александра Ивановна) и приёмная дочь Шолпан отправлены в Томск. В 1934 году по ходатайству Е. Пешковой (жена Максима Горького), работавшей тогда в комиссии Красного Креста, Ахмет Байтурсынов был освобождён. Тогда же он вместе с семьёй (уже трое приёмных детей) вернулся в Алма-Ату и жил в доме, позже ставшем его Домом-музеем. В октябре 1937 года Ахмет Байтурсынов был снова арестован, а спустя два месяца, 8 декабря, расстрелян как «враг народа» по приговору тройки НКВД.
В 1988 году Ахмет Байтурсынов был реабилитирован.

## Литературно-научная деятельность

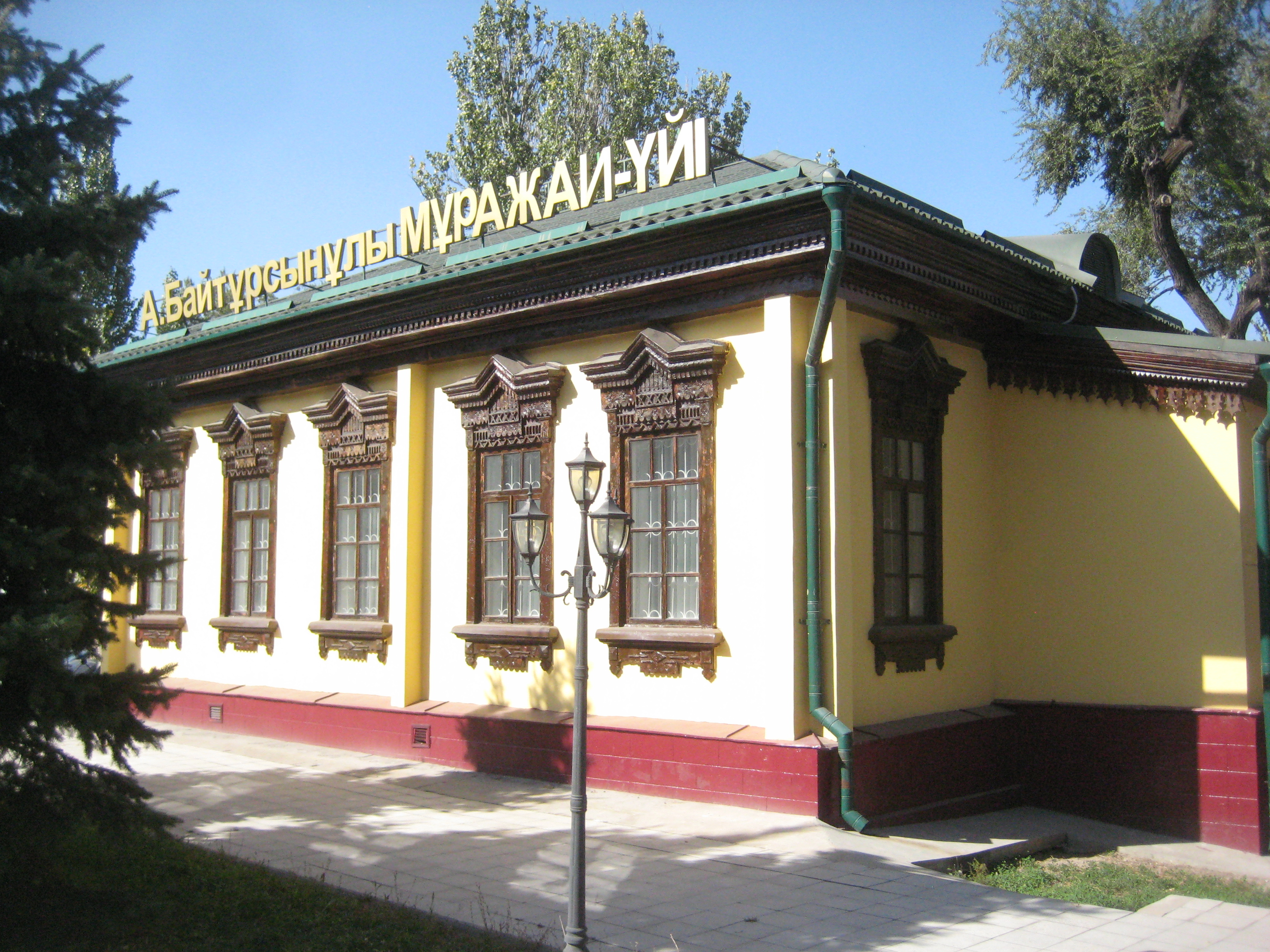
Дом-музей Ахмета Байтурсынова в Алма-Ате на улице его имени

Ахмет Байтурсынов возглавлял Академический центр республики, где был профессором филологии первого в истории казахского народа государственного университета. Байтурсынов создаёт учебные пособия по родной речи, учебники для системы ликбезов, иллюстрированный букварь, выдержавший в 1920-е годы несколько изданий.
Арабское письмо при использовании его без обозначения гласных представляло определённые неудобства для тюркских языков. Ахмет Байтурсынов предложил проект реформирования арабского алфавита. Его идея сводилась к тому, чтобы при каждом слове отмечать признак переднего или заднего ряда добавлением знака, аналогичного знаку скрипичного или басового ключа в нотной записи, что существенно экономило число вновь вводимых знаков для гласных и примиряло с арабской графикой. В своей статье «Основные формы графической революции в турецких письменностях СССР» знаменитый лингвист, профессор САГИ Е. Д. Поливанов назвал этот проект «гениальным». «Нет сомнения, — писал Поливанов, — что если бы вопрос о казахском письме… мог бы решаться „вне времени и пространства“ — без необходимости считаться с графикой соседних народностей (а тем более вне задач интернационализации графических приёмов), то казахская… школа вполне могла бы удовлетвориться „орфографией 1924 года“». Но проекту Байтурсынова не суждено было сбыться, началась латинизация (1928) и кириллизация (1940) тюркских языков в СССР.
Ахмет Байтурсынов внёс большой вклад в развитие казахской литературы и письменности. В частности, наиболее известны его басни, вошедшие в сборники «Сорок басен» и «Маса», вышедшие, соответственно, в 1909 и 1911 годах. Байтурсынов провёл большую работу по собиранию и изданию образцов казахского устного народного творчества. Он написал вступительную статью и комментарии к поэме «Ер Саин», опубликованной в 1923 году, выпустил книги «23 причитания» (1926) и «Литературоведение» (1926), последняя из которых является первым научным исследованием по истории казахской литературы. Байтурсынов принадлежат тезисы «О терминологии в тюркских языках», опубликованные в 1926 году Ахмет Байтурсынов написал ряд учебников для обучения казахских детей родному языку. Среди них: «Учебное пособие» (1912), «Пособие по языку» (1914), «Азбука» (1924), «Новая азбука» (1926—1928), и методическое пособие «Баяншы» (1926).

## Память
- Аэропорт Костаная носит его имя.

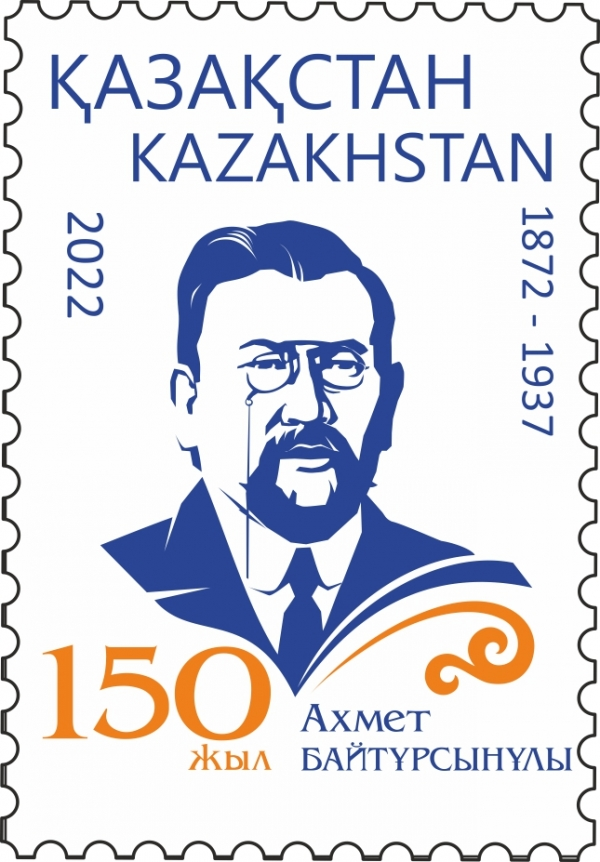
Почтовая марка Казахстана 2022 года в честь 150 летия со дня рождения Ахмета Байтурсынулы.

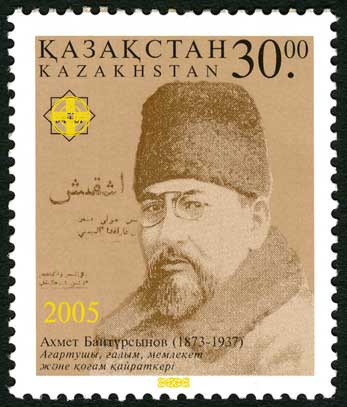
Почтовая марка Казахстана, посвящённая Ахмету Байтурсынову, 2005, 30 тенге (Михель 512)

- В Алма-Ате на углу улиц Байтурсынова и Жамбыла в доме, где он жил в 30-е годы, открыт дом-музей Ахмета Байтурсынова и в сквере около него установлен памятник-бюст просветителю. Сам сквер с 12 июня 1998 года также носит его имя[15].
- Школа Павлодара носит его имя
- Ему установлены памятники в Костанае (2000) и Шымкенте (2004).
- Его именем названы улицы во многих городах Казахстана.
- Именем Байтурсынова назван Костанайский государственный университет.
- В 2005 году была выпущена почтовая марка Казахстана, посвящённая Байтурсынову.
- В 2022 году была выпущена почтовая марка Казпочты, посвященная Байтурсынулы.
- В 2022 году ЮНЕСКО отметил 150-летие Ахмета Байтурсынова[16].

Киновоплощения
- Кенен Акурпеков — «Тар заман», 2018 г.

- Байгали Есеналиев — «Ахмет. Учитель нации», 2022 г.
- Азамат Сатыбалды — «Последний приговор», 2024 г.
- Жомарт Зейнабил — «Борец. Кажымукан», 2024 г.

## Исследования
- [17] Омаров И. Учёная деятельность А. Б. Байтурсынова. Труды общества изучения Киргизского края. Вып. 3. — Оренбург, 1923.